# San Carlos Borromeo de Carmelo-missie

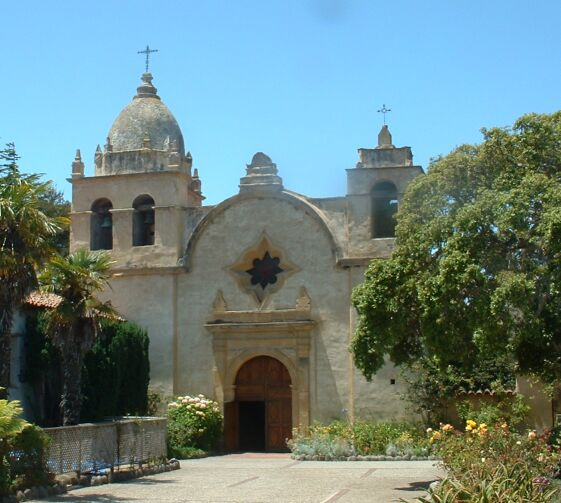
Gevel van de missiekerk van Carmel. Het is de enige Californische missiepost met een authentieke koepel op de klokkentoren.

De San Carlos Borromeo de Carmelo-missie (Engels: Mission San Carlos Borromeo de Carmelo, kortweg Carmel Mission, Spaans: La Misión San Carlos Borromeo del Río Carmelo) is een rooms-katholieke missiekerk en historisch monument in Carmel-by-the-Sea, in de regio Central Coast van de Amerikaanse staat Californië. De missie werd naar Carolus Borromeus, aartsbisschop van Milaan, genoemd.

## Geschiedenis
Het was de tweede Spaanse missiepost van de franciscanen in Alta California. De missie werd op 3 juni 1770 in het Monterey opgericht en verhuisde in december 1771 naar het nabijgelegen Carmel. De missiepost van Carmel was de favoriete missie van missionaris Junípero Serra. Het was de hoofdzetel van het missienetwerk vanaf 1770. Ook na Serra's dood in 1784 bleef Carmel de hoofdzetel: Serra's opvolger padre Fermín Lasuén en diens opvolger Pedro Estévan Tápis verbleven er eveneens.

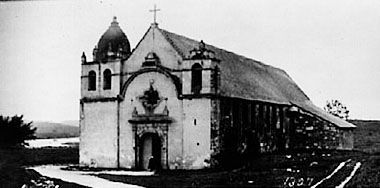
Missiekerk rond 1910.

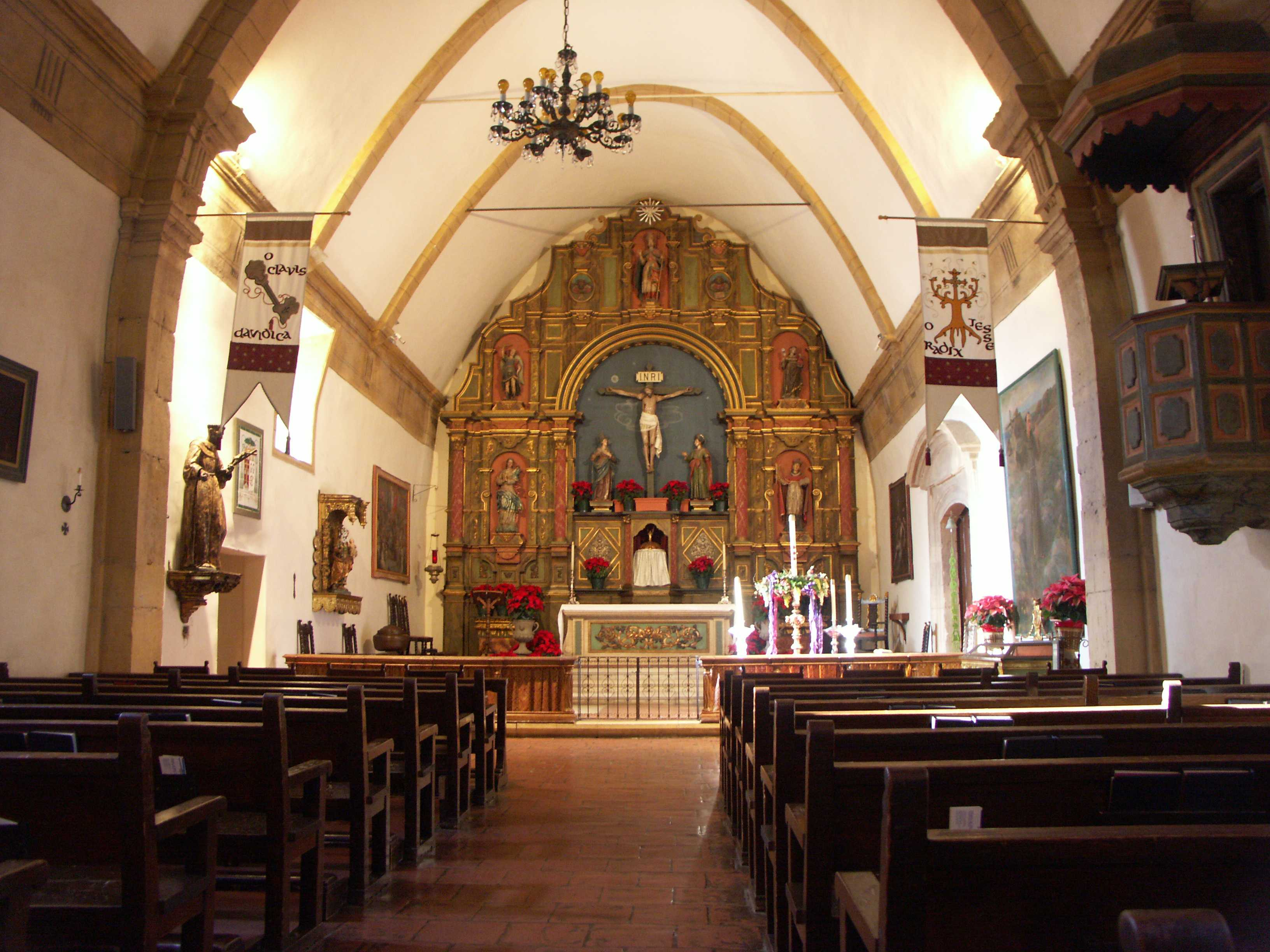
Interieur met hoofdaltaar.

Zowel de Ohlone- als de Esselen-indianen, die van oorsprong in de buurt woonden, werden opgenomen in de missie en ingezet als arbeiders. Zij produceerden de materialen voor de bouw van de missiepost. Tegen 1794 woonden er 927 mensen in de San Carlos Borromeo de Carmelo-missie, maar dat aantal daalde snel tot 381 in 1823. In 1834 werd de missie geseculariseerd. Daarna raakte ze verder in verval en vanaf 1852 was de Carmel-missie niet meer dan een ruïne. In 1859 kwam ze opnieuw onder de controle van de katholieke kerk, maar ze werd pas in 1884 gerestaureerd. In de jaren 1920 werd er wederom een grondige restauratie aangevat, waardoor de Carmel-missie nu een van de meest authentieke van Californië is. Carmel werd een onafhankelijke parochie in 1933. In 1961 wees Paus Paulus VI Carmel aan als basilica minor. De paus bezocht de kerk in 1987 als onderdeel van zijn bezoek aan de Verenigde Staten.
De missie werd in 1960 door de federale overheid erkend als National Historic Landmark. De kerk wordt nog steeds gebruikt door een actieve parochie. Daarnaast vinden er regelmatig tentoonstellingen, lezingen en optredens plaats. Carmel Mission is tevens een museum, met name over de eigen geschiedenis en die van de streek. Er zijn vier museumgalerijen: het Harry Downie Museum over de restauraties, het Munras Family Heritage Museum over de geschiedenis van een regionaal belangrijke familie, de Jo Mora Chapel Gallery met een cenotaaf gebeeldhouwd door Jo Mora en met tijdelijke kunsttentoonstellingen, en het Convento Museum met daarin de kloostercel van Junípero Serra. Op het domein is ten slotte ook een katholieke basisschool gehuisvest.